# Josip Radošević
Josip Radošević (ur. 3 kwietnia 1994 w Splicie) – chorwacki piłkarz grający na pozycji defensywnego pomocnika w Brøndby IF.

## Kariera klubowa
Swoją karierę piłkarską Radošević rozpoczął w klubie Hajduk Split. W 2011 roku awansował do kadry pierwszej drużyny Hajduka. Zadebiutował w niej 23 listopada 2011 w meczu Pucharu Chorwacji z NK Zagreb (1:0). Z kolei w pierwszej lidze chorwackiej swój debiut zanotował 26 listopada 2011 w wygranym 2:1 wyjazdowym meczu z HNK Šibenik. W sezonie 2011/2012, w którym rozegrał 7 ligowych meczów, wywalczył z Hajdukiem wicemistrzostwo Chorwacji.
W styczniu 2013 Radošević został wypożyczony do SSC Napoli, a latem 2013 sprzedany do tego klubu.

## Kariera reprezentacyjna
W swojej karierze Radošević grał w reprezentacji Chorwacji U-17 i Chorwacji U-19. Z kolei w dorosłej reprezentacji Chorwacji zadebiutował 11 września 2012 roku w zremisowanym 1:1 meczu eliminacji do MŚ 2014 z Belgią.